# Duomo di Carignano
Il duomo di Carignano è la chiesa più importante di Carignano. Dedicata ai santi Giovanni Battista e Remigio,  si affaccia sull'antica piazza del mercato, proprio di fronte al Palazzo Civico, oggi in disuso.
Fu progettato da Benedetto Alfieri e decorato da Paolo Gaidano.

## Storia
Nel 1755, con una delibera del consiglio comunale, si decise di abbattere l'antica chiesa cittadina e di edificare un nuovo edificio su progetto di Benedetto Alfieri. Il cantiere si protrasse per sette anni: dal 1757, con la posa della prima pietra, al 1764, anno della solenne consacrazione da parte del cardinale Carlo Vittorio Amedeo Ignazio delle Lanze, periodo durante il quale l'Alfieri presentò un secondo progetto, divenuto poi definitivo. Parecchi anni dopo la sua morte, avvenuta nel 1767, fu chiamato Paolo Gaidano, che portò a termine l'opera, affrescando scene della vita di san Giovanni Battista e di san Remigio.

## Descrizione
Il duomo di Carignano rovescia alcuni degli schemi abitualmente seguiti in architettura: anzitutto la concavità della facciata e la visuale offerta ai visitatori: entrando dalla porta principale si possono vedere contemporaneamente tutti gli altari. L'edificio, a navata unica, conta ben sei cappelle, tre a sinistra e tre a destra del presbiterio, ed è sovrastato da una monumentale volta anulare. All'interno si possono ammirare alcuni arredi recuperati dalla vecchia parrocchiale gotica, tra i quali il contraltare ligneo (datato 1756), che raffigura uno scorcio della città vecchia e del castello poi abbattuto. Le decorazioni vere e proprie iniziarono prima della consacrazione e videro, tra gli artisti impegnati Andrea Rossi, Francesco Bottinelli e Sant Bartolomeo.

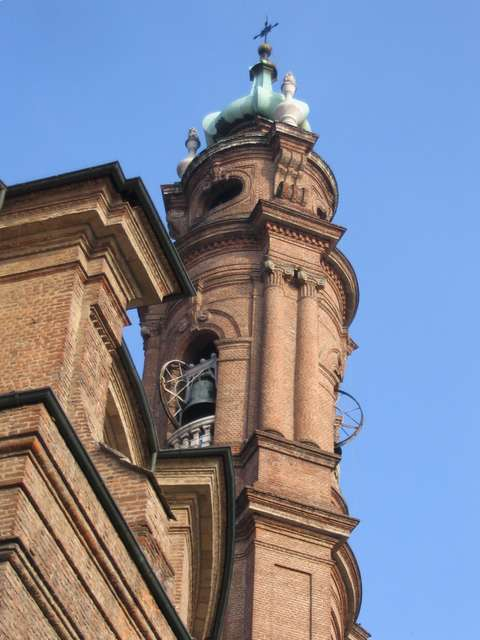
Il campanile

Tra le opere d'arte che ornano il Duomo vanno segnalate l'altare maggiore in marmo, eseguito da Rossi e Bottinelli, le quattro grandi statue dei dottori della Chiesa, realizzate nel 1764 da Carlo Giuseppe Bollina e la cassa dell'organo, intagliata nel 1771 dal carignanese Giuseppe Antonio Riva. Di particolare interesse è l'altorilievo rappresentante il Padreterno Benedicente e i santi patroni della città, realizzato da Giovanni Battista Bernero. L'affresco degli interni fu affidato, solo nel 1879, al pittore Emanuele Appendini, autore del Giudizio Universale e dei dipinti sulle volte di alcune cappelle.
Una citazione a parte la merita il campanile. Inizialmente fu eretto un piccolo campanile su cui fu posta la campanella di segnalazione. Nel 1833 furono raccolti fondi per l'innalzamento, ma senza risultato. Solo nel 1932 partì la costruzione del campanile, in stile neobarocco, così com'è ancora visibile oggi.